# Chymomyza bicoloripes
Chymomyza bicoloripes är en tvåvingeart som först beskrevs av Malloch 1926.  Chymomyza bicoloripes ingår i släktet Chymomyza och familjen daggflugor. Inga underarter finns listade i Catalogue of Life.